# 茜素
茜素即1,2-二羟基蒽醌，化学式为C14H8O4，为二羟基蒽醌的同分异构体之一，是一种常用的染料。它是橘红色针状晶体或赭黄色粉末，微溶于水，可溶于乙醇、乙醚、吡啶和苯。可从茜草根部提取，但目前一般采用工业合成法得到，是用蒽醌-2-磺酸、氢氧化钠与硝酸钾或氯酸钾共熔，或在水溶液加热条件下反应制取。它是第一个通过人工合成得到的天然染料。
茜素自古就在中亚、埃及、欧洲和中国被作为红色染料使用。1804年英国的乔治·菲尔德发现用明矾水溶液处理茜素后，茜素会发生色淀，变为不溶的固体染料，从而延长了它作为染料的使用寿命。用其他金属盐代替明矾，可以得到其他颜色的染料。1826年，法国的皮埃尔-让-洛比克确认了茜草根部含有两种染料，即茜素红及红紫素（羟基茜素）。
茜素的首个合成路线是1868年由德国化学家卡尔·格雷贝、卡尔·里伯曼和英国化学家威廉·珀金几乎同时发现的。格雷贝和里伯曼的方法十分昂贵，难以投入生产，相反，珀金的方法之一便是以煤焦油产品蒽作原料，先制取蒽醌，然后磺化、碱熔得到茜素，产率很高。因此该法仍是目前工业上制取茜素的方法。
茜素红是一種紅色的染料，利用茜素製成。